# Clover (CLAMP)
Clover (яп. クローバー куро:ба:, «Клевер») — манга, созданная коллективом авторов CLAMP. Действие происходит в антиутопичном будущем, в котором правительство взяло под контроль «Клевер» — расу детей, обладающих сверхъестественными способностями. Манга публиковалась в журнале Amie с 1997 года до закрытия этого издания в 1999 году. Работа остаётся незаконченной. Вышедшие главы были позднее опубликованы в четырёх томах издательством Kodansha, первый из которых был издан 6 июня 1997 года, а последний — в августе 1999 года. В 2008 году манга была переиздана в двух томах.
На английском языке Clover лицензирована компанией Tokyopop, затем тираж был распродан и лицензия перешла к Dark Horse Manga, опубликовавшей мангу одним томом в 2009 году. Clover также лицензирована во Франции издательством Pika Édition и в Германии Carlsen Comics.